# Encelna vas, Grebinj
Encelna vas (nemško Enzelsdorf) je naselje v Občini Grebinj v Okraju Velikovec na Koroškem v Avstriji.